# Gent corrent (pel·lícula de 2024)
Gent corrent (títol original en anglès, Greedy People) és una pel·lícula de comèdia criminal estatunidenca del 2024 dirigida per Potsy Ponciroli i escrita per Michael Vukadinovich. La pel·lícula és protagonitzada per Himesh Patel, Lily James i Joseph Gordon-Levitt. S'ha doblat i subtitulat al català.
La pel·lícula es va titular provisionalment The Problem with Providence. El rodatge va tenir lloc a Southport (Carolina del Nord) entre el 9 de maig i l'11 de juny de 2022. La pel·lícula es va estrenar als cinemes dels Estats Units el 23 d'agost de 2024.